# Marcella De Marchis
Marcella De Marchis (* 17. Januar 1916 in Rom; † 25. Februar 2009 in Sarteano) war eine italienische Kostümbildnerin.

## Leben und Werk
De Marchis, auch als Marcella De Marchis Rossellini bekannt, war die erste Ehefrau des Regisseurs Roberto Rossellini und hatte mit ihm zwei Söhne. Die Ehe wurde 1936 geschlossen und hielt bis 1942; trotzdem blieben sich De Marchis und Rossellini sowohl privat als beruflich verbunden.
De Marchis arbeitete als Kostümbildnerin und Set Designerin in über 25 Filmen, unter ihnen Klassiker wie Der Bandit von Neapel und Teorema, aber auch etliche Western, so u. a. Django und Navajo Joe.

## Schriften
- Una piccola donna fra due millenni (1916-200?). Graus & Boniello, Neapel  2005, ISBN 88-8346-038-3 (Autobiografie).